# Hemerotrecha banksi
Hemerotrecha banksi är en spindeldjursart som beskrevs av Muma 1951. Hemerotrecha banksi ingår i släktet Hemerotrecha och familjen Eremobatidae. Inga underarter finns listade i Catalogue of Life.